# Camponotus buchholzi
Camponotus buchholzi é uma espécie de inseto do gênero Camponotus, pertencente à família Formicidae.